# Athletic Club de Madrid 1920-1921
Questa voce raccoglie le informazioni riguardanti l'Athletic Club de Madrid, antico nome del Club Atlético de Madrid, nelle competizioni ufficiali della stagione 1920-1921.

## Stagione
Nella stagione 1920-1921 i colchoneros vinsero il campionato Regional de Madrid per la prima volta distaccando il Real Madrid di quattro punti. In Coppa del Re, alla sua prima partecipazione, l'Atlético perse in finale contro l'Athletic Bilbao.

## Maglie e sponsor
| Manica sinistra · Manica sinistra · Maglietta · Maglietta · Manica destra · Manica destra · Pantaloncini · Calzettoni |

## Rosa
Rosa e ruoli dell'Athletic Club de Madrid nella stagione 1920-21
| N. |                   | Ruolo | Calciatore                       |
| -- | ----------------- | ----- | -------------------------------- |
| -  | Spagna (bandiera) | P     | Francisco Durán                  |
| -  | Spagna (bandiera) | D     | Pololo                           |
| -  | Spagna (bandiera) | D     | Patarrieta                       |
| -  | Spagna (bandiera) | C     | Ramón Amann                      |
| -  | Spagna (bandiera) | C     | Miguel Mieg                      |
| -  | Spagna (bandiera) | C     | Fernando Martínez de la Escalera |
| -  | Spagna (bandiera) | C     | Desiderio Fajardo                |
| -  | Spagna (bandiera) | C     | Andrés Tuduri                    |

| N. |                   | Ruolo | Calciatore            |
| -- | ----------------- | ----- | --------------------- |
| -  | Spagna (bandiera) | C     | Jesús Olarreaga       |
| -  | Spagna (bandiera) | A     | Felipe Lafita         |
| -  | Spagna (bandiera) | A     | José María Sansinesea |
| -  | Spagna (bandiera) | A     | Ramón Olalquiaga      |
| -  | Spagna (bandiera) | A     | Julián Trueba         |
| -  | Spagna (bandiera) | A     | Luis Olaso            |
| -  | Spagna (bandiera) | A     | Ramón Triana          |
| -  | Spagna (bandiera) | A     | Ángel del Río         |

## Risultati

### Campeonato Regional de Madrid
| Madrid 17 ottobre 1920 1ª giornata                   | Gimnástica | 1 – 1 referto | Athlétic Madrid |  |
| \| \| \| \| \| Úbeda \| Marcatori \| 86’ L. Olaso \| |            |               |                 |  |
|                                                      |            |               |                 |  |
| Úbeda                                                | Marcatori  | 86’ L. Olaso  |                 |  |

| Madrid 7 novembre 1920 2ª giornata            | Athlétic Madrid | 1 – 0 referto | Racing Madrid |  |
| \| \| \| \| \| del Río 89’ \| Marcatori \| \| |                 |               |               |  |
|                                               |                 |               |               |  |
| del Río 89’                                   | Marcatori       |               |               |  |

| Madrid 28 novembre 1920 3ª giornata                   | Athlétic Madrid | 2 – 0 referto | Real Madrid |  |
| \| \| \| \| \| L. Olaso Sansinesea \| Marcatori \| \| |                 |               |             |  |
|                                                       |                 |               |             |  |
| L. Olaso Sansinesea                                   | Marcatori       |               |             |  |

| Madrid 12 dicembre 1920 4ª giornata                             | Athlétic Madrid | 5 – 0 referto | Gimnástica |  |
| \| \| \| \| \| del Río Triana Pololo Fajardo \| Marcatori \| \| |                 |               |            |  |
|                                                                 |                 |               |            |  |
| del Río Triana Pololo Fajardo                                   | Marcatori       |               |            |  |

| Madrid 23 gennaio 1921 5ª giornata                            | Racing Madrid | 1 – 2 referto | Athlétic Madrid |  |
| \| \| \| \| \| Caballero (rig.) \| Marcatori \| Sansinesea \| |               |               |                 |  |
|                                                               |               |               |                 |  |
| Caballero (rig.)                                              | Marcatori     | Sansinesea    |                 |  |

| Madrid 20 febbraio 1921 6ª giornata                      | Real Madrid | 1 – 2 referto | Athlétic Madrid |  |
| \| \| \| \| \| Mengotti (rig.) \| Marcatori \| Triana \| |             |               |                 |  |
|                                                          |             |               |                 |  |
| Mengotti (rig.)                                          | Marcatori   | Triana        |                 |  |

### Coppa del Re
| Arbitro: | Peris |

|           |           |        |
| Amántegui | Marcatori | Taduri |

| Arbitro: | Torrens |

|                                                        |           |                         |
| Olalquiaga 65’ (rig.) Triana 80’, 86’, 88’ Fajardo 82’ | Marcatori | 2’ Maritorena 15’ Emery |

| Arbitro: | Berraondo |

|                                     |           |            |
| Laca 29’, 73’ Acedo 41’ (rig.), 68’ | Marcatori | 38’ Triana |

## Statistiche

### Statistiche di squadra
| Competizione                  | Punti | Totale | Totale | Totale | Totale | Totale | Totale | DR  |
| Competizione                  | Punti | G      | V      | N      | P      | Gf     | Gs     | DR  |
| ----------------------------- | ----- | ------ | ------ | ------ | ------ | ------ | ------ | --- |
| Coppa del Re                  | -     | 3      | 2      | 0      | 1      | 8      | 7      | +1  |
| Campeonato Regional de Madrid | 11    | 6      | 5      | 1      | 0      | 13     | 3      | +10 |
| Totale                        | 11    | 9      | 7      | 1      | 1      | 21     | 10     | +11 |